# Костин дол (община Каменица)
 Тази статия е за селото в община Македонска Каменица.  За селото в община Кочани вижте Костин дол (община Кочани).  
Костин дол (на македонска литературна норма: Костин Дол) е село в Северна Македония, в община Каменица (Македонска Каменица).

## География
Селото е разположено в областта Осоговия.

## История
В края на XIX век Костин дол е българско село в Малешевска каза на Османската империя. Според статистиката на Васил Кънчов („Македония. Етнография и статистика“) от 1900 година Костин дол е населявано от 154 жители българи християни.
Цялото християнско население на селото е под върховенството на Българската екзархия. По данни на секретаря на екзархията Димитър Мишев („La Macédoine et sa Population Chrétienne“) в 1905 година в Костин дол има 112 българи екзархисти.
През 2002 година жителите на Костин дол наброяват 116 жители, всички македонци.

## Личности
Родени в Костин дол
- Ефтим Георгиев (1881 - след 1943), български революционер